# 2014–2015-ös marokkói labdarúgó-bajnokság (első osztály)
A 2014–15-ös Botola az 58. szezonja a marokkói első osztálynak és 4. szezonja az új fajta marokkói első osztálynak.

## Résztvevők
| Csapat                | Város      | Stadion                   | Befogadóképesség |
| --------------------- | ---------- | ------------------------- | ---------------- |
| Chabab Atlas Khénifra | Khénifra   | Stade Municipal           | 5,000            |
| Chabab Rif Al Hoceima | Al Hoceima | Stade Mimoun Al Arsi      | 12,000           |
| Difaâ El Jadidi       | El Jadida  | Stade El Abdi             | 10,000           |
| FAR Rabat             | Rabat      | Stade Ben Ahmed El Abdi   | 15,000           |
| Fath Union Sport      | Rabat      | Stade de FUS              | 15,000           |
| Hassania Agadir       | Agadir     | Stade Adrar               | 45,480           |
| Ittihad Khemisset     | Khemisset  | Stade du 18 novembre      | 10,000           |
| KAC Kénitra           | Kenitra    | Stade Municipal (Kenitra) | 15,000           |
| Kawkab Marrakech      | Marrákes   | Stade de Marrakech        | 45,240           |
| MAS Fez               | Fes        | Fez Stadium               | 45,000           |
| Moghreb Tétouan       | Tetuán     | Saniat Rmel               | 15,000           |
| Olympic Safi          | Szafi      | Stade El Massira          | 10,000           |
| Olympique Khouribga   | Khouribga  | Complexe OCP              | 10,000           |
| Raja Casablanca       | Casablanca | Stade Mohamed V           | 67,000           |
| RSB Berkane           | Vuzsda     | Honneur Stadium           | 30,000           |
| Vidad Casablanca      | Casablanca | Stade Mohamed V           | 67,000           |

## A bajnokság állása
| #   | Csapat                | M  | GY | D | V | G+ – G– | GK  | P  | Megjegyzések                        |
| --- | --------------------- | -- | -- | - | - | ------- | --- | -- | ----------------------------------- |
| 1.  | Vidad Casablanca      | 11 | 6  | 5 | 0 | 18–7    | +11 | 23 | 2014–2015-ös CAF-bajnokok ligája    |
| 2.  | Kawkab Marrakech      | 12 | 6  | 3 | 3 | 17–9    | +8  | 21 | 2014–2015-ös CAF-bajnokok ligája    |
| 3.  | Olympique Khouribga   | 12 | 5  | 4 | 3 | 11–8    | +3  | 19 | 2014–2015-ös CAF-konföderációs kupa |
| 4.  | Hassania Agadir       | 12 | 5  | 4 | 3 | 22–21   | +1  | 19 |                                     |
| 5.  | Raja Casablanca       | 12 | 5  | 3 | 4 | 14–15   | −1  | 18 |                                     |
| 6.  | RSB Berkane           | 12 | 3  | 8 | 1 | 14–11   | +3  | 17 |                                     |
| 7.  | FUS Rabat             | 12 | 4  | 5 | 3 | 14–14   | 0   | 17 |                                     |
| 8.  | Difaâ El Jadidi       | 11 | 4  | 4 | 3 | 14–9    | +5  | 16 |                                     |
| 9.  | Chabab Rif Hoceima    | 11 | 4  | 4 | 3 | 12–14   | −2  | 16 |                                     |
| 10. | KAC Kénitra           | 12 | 4  | 3 | 5 | 12–13   | −1  | 15 |                                     |
| 11. | Moghreb               | 11 | 3  | 5 | 3 | 13–11   | +2  | 14 |                                     |
| 12. | Olympic Safi          | 12 | 3  | 4 | 5 | 11–18   | −7  | 13 |                                     |
| 13. | FAR Rabat             | 12 | 2  | 5 | 5 | 12–14   | −2  | 11 |                                     |
| 14. | Ittihad Khemisset     | 12 | 2  | 5 | 5 | 10–14   | −4  | 11 |                                     |
| 15. | Maghreb Fès           | 12 | 1  | 6 | 5 | 10–16   | −6  | 9  | Kiesés a Botola 2-be                |
| 16. | Chabab Atlas Khénifra | 12 | 2  | 2 | 8 | 7–17    | −10 | 8  | Kiesés a Botola 2-be                |

Forrás: [forrás?] 
A rangsorolás alapszabályai: 1. összpontszám, 2. egymás elleni eredmények összpontszáma, 3. gólkülönbség, 4. szerzett gólok száma.
(B): Bajnokcsapat, (K): Kieső csapat, (F): Feljutó csapat, (I): Kupainduló, (R): A rájátszás győztese, (KGY): Kupagyőztes